# Сан Пјетро (Бреша)
Сан Пјетро је насеље у Италији у округу Бреша, региону Ломбардија.
Према процени из 2011. у насељу је живело 248 становника. Насеље се налази на надморској висини од 1141 м.